# Oreco
Valdemar Rodrigues Martíns bedre kendt som Oreco (født 13. juni 1932, død 3. april 1985) var en brasiliansk fodboldspiller, der med Brasiliens landshold vandt guld ved VM i 1958 i Sverige. Han var dog ikke på banen i turneringen.
Oreco spillede på klubplan primært for SC Internacional og Corinthians i hjemlandet.